# イブキジャコウソウ
イブキジャコウソウ（伊吹麝香草、学名：Thymus quinquecostatus ）はシソ科イブキジャコウソウ属の小低木。別名、イワジャコウソウ、ナンマンジャコウソウ。

## 特徴
茎は細く、地表を這い、よく分枝する。枝には短い毛があり、直立して高さは3-15cmになる。葉は茎に対生する。葉身は卵形から狭卵形で、先端は鈍頭、長さ5-10mm、幅3-6mmになり、縁は全縁になる。全体に芳香がある。
花期は6-8月。枝の先端に短い花穂をつける。花冠は紅紫色の唇形で、上唇はわずかに2裂して直立し、下唇は3裂して開出する。萼は筒状鐘形の唇形となる。雄蕊は4本ある。果実は分果となり、やや扁平となる。
和名は、伊吹山に多く産し、芳香があることから付けられた。

## 分布と生育環境
日本では、北海道、本州、九州に分布し、海岸から高山帯までの日当たりの良い岩地に生育する。アジアでは、朝鮮、中国、ヒマラヤに分布する。

## 変種、品種
- シロバナイブキジャコウソウ Thymus quinquecostatus Celak. f. albiflorus H.Hara
- ハマジャコウソウ Thymus quinquecostatus Celak. f. maritimus H.Hara
- ヒメヒャクリコウ Thymus quinquecostatus Celak. var. canescens (C.A.Mey.) H.Hara - 葉にあらい毛があり、日本の北アルプスにまれにみられる。アジアでは、樺太、ウスリーに分布する。

## ギャラリー
|                                                      |                                                                     |                                              |
| イブキジャコウソウ 和名の由来である伊吹山・2011年7月 | イブキジャコウソウの群落。 右手前はシコタンソウ。 白馬岳・2010年8月 | イブキジャコウソウ 南アルプス聖岳・2002年8月 |